# Diócesis de Sainte-Anne-de-la-Pocatière
La diócesis de Sainte-Anne-de-la-Pocatière (en latín: Dioecesis Sanctae Annae Pocatieren(sis) y en francés: Diocèse de Sainte-Anne-de-la-Pocatière) es una circunscripción eclesiástica latina de la Iglesia católica en Canadá, sufragánea de la arquidiócesis de Quebec. La diócesis tiene al obispo Pierre Goudreault como su ordinario desde el 8 de diciembre de 2017. 

## Territorio y organización

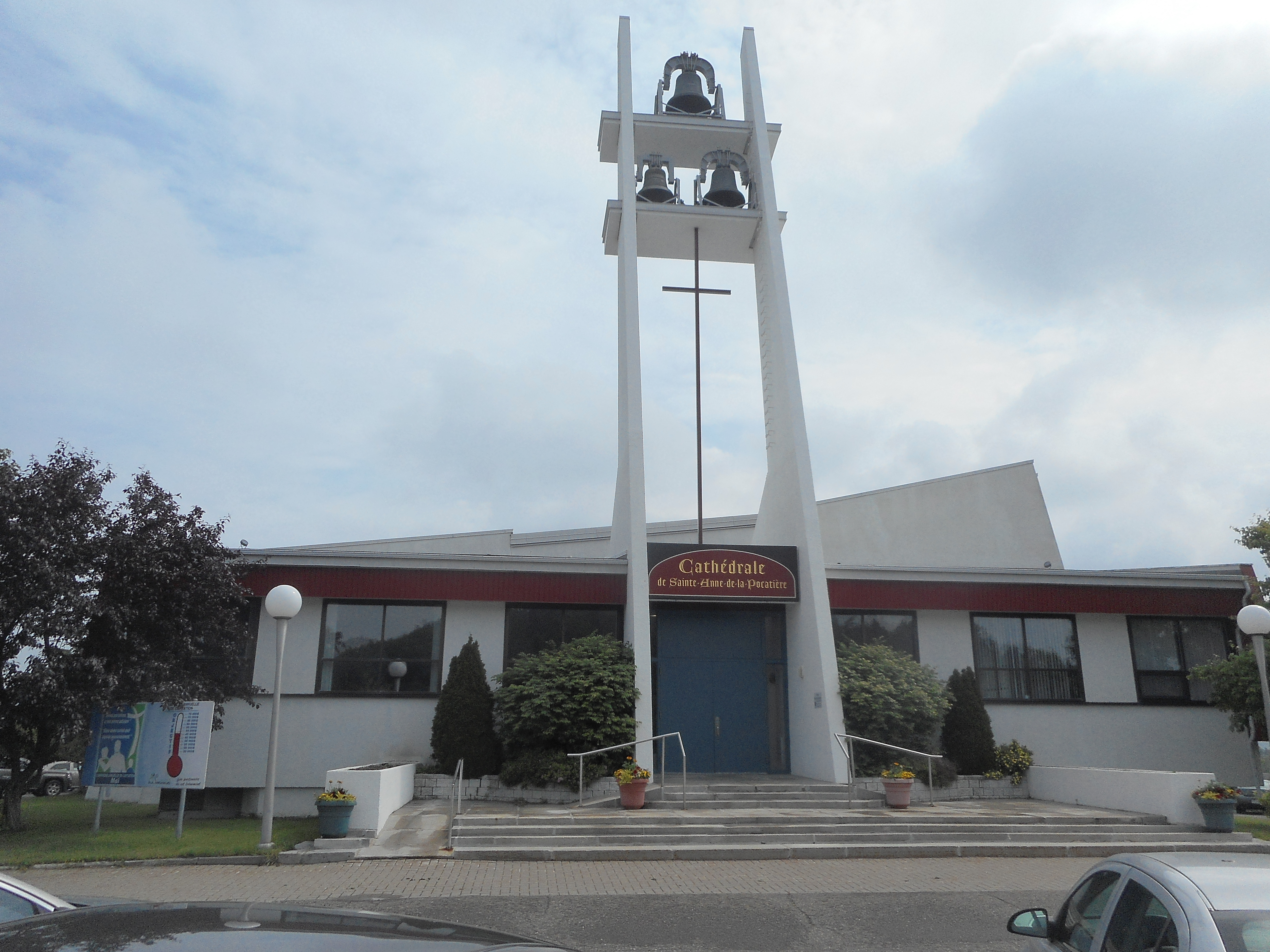
Otro ángulo de la catedral.

La diócesis tiene 9623 km² y extiende su jurisdicción sobre los fieles católicos de rito latino residentes en la provincia de Quebec en parte de los municipios regionales de condado de Montmagny y L'Islet de la región administrativa de Chaudière-Appalaches; y en Kamouraska, Rivière-du-Loup (en parte) y Témiscouata (en parte) en la región de Bas-Saint-Laurent.
La sede de la diócesis se encuentra en la ciudad de Sainte-Anne-de-la-Pocatière, en donde se halla la Catedral de Santa Ana.
En 2020 en la diócesis existían 55 parroquias.

## Historia
La diócesis fue erigida el 23 de junio de 1951 con la bula Sollerti studio del papa Pío XII, obteniendo el territorio de la arquidiócesis de Quebec.
El cabildo de la catedral fue instituido el 12 de noviembre de 1954 con la bula Cum S. Annae del papa Pío XII.

## Estadísticas
De acuerdo al Anuario Pontificio 2021 la diócesis tenía a fines de 2020 un total de 85 793 fieles bautizados.
| Año                                                                             | Población            | Población | Población      | Sacerdotes | Sacerdotes    | Sacerdotes    | Bautizados por sacerdote | Diáconos permanentes | Religiosos | Religiosos | Parroquias |
| Año                                                                             | Bautizados católicos | Total     | % de católicos | Total      | Clero secular | Clero regular | Bautizados por sacerdote | Diáconos permanentes | Varones    | Mujeres    | Parroquias |
| ------------------------------------------------------------------------------- | -------------------- | --------- | -------------- | ---------- | ------------- | ------------- | ------------------------ | -------------------- | ---------- | ---------- | ---------- |
| 1966                                                                            | 90 465               | 90 572    | 99.9           | 230        | 223           | 7             | 393                      |                      | 70         | 722        | 53         |
| 1970                                                                            | 89 889               | 90 037    | 99.8           | 208        | 200           | 8             | 432                      |                      | 35         | 625        | 53         |
| 1976                                                                            | 90 013               | 90 508    | 99.5           | 187        | 173           | 14            | 481                      |                      | 35         | 497        | 54         |
| 1980                                                                            | 91 692               | 93 293    | 98.3           | 176        | 166           | 10            | 520                      |                      | 26         | 447        | 54         |
| 1990                                                                            | 89 268               | 91 445    | 97.6           | 153        | 149           | 4             | 583                      | 3                    | 15         | 317        | 54         |
| 1999                                                                            | 87 726               | 89 776    | 97.7           | 105        | 104           | 1             | 835                      | 6                    | 1          | 198        | 54         |
| 2000                                                                            | 87 458               | 89 559    | 97.7           | 103        | 102           | 1             | 849                      | 6                    | 1          | 185        | 54         |
| 2001                                                                            | 87 252               | 89 383    | 97.6           | 102        | 101           | 1             | 855                      | 6                    | 1          | 176        | 54         |
| 2002                                                                            | 86 937               | 89 365    | 97.3           | 93         | 92            | 1             | 934                      | 6                    | 1          | 177        | 54         |
| 2003                                                                            | 89 768               | 92 464    | 97.1           | 94         | 93            | 1             | 954                      | 6                    | 1          | 165        | 58         |
| 2004                                                                            | 89 768               | 92 464    | 97.1           | 91         | 91            |               | 986                      | 6                    |            | 166        | 58         |
| 2010                                                                            | 89 331               | 91 349    | 97.8           | 76         | 75            | 1             | 1175                     | 8                    | 1          | 133        | 58         |
| 2014                                                                            | 88 605               | 92 807    | 95.5           | 67         | 67            |               | 1322                     | 7                    |            | 113        | 54         |
| 2017                                                                            | 88 440               | 92 885    | 95.2           | 56         | 55            | 1             | 1579                     | 7                    | 1          | 107        | 55         |
| 2020                                                                            | 85 793               | 90 872    | 94.4           | 55         | 54            | 1             | 1559                     | 7                    | 1          | 90         | 55         |
| Fuente: Catholic-Hierarchy, que a su vez toma los datos del Anuario Pontificio. |                      |           |                |            |               |               |                          |                      |            |            |            |

## Episcopologio
- Bruno Desrochers † (13 de julio de 1951-24 de mayo de 1968 renunció[5])
- Charles Henri Lévesque † (17 de agosto de 1968-24 de noviembre de 1984 falleció)
- André Gaumond † (31 de mayo de 1985-16 de febrero de 1995 nombrado arzobispo coadjutor de Sherbrooke)
- Clément Fecteau † (10 de mayo de 1996-18 de octubre de 2008 retirado)
- Yvon Moreau, O.C.S.O. (18 de octubre de 2008-8 de diciembre de 2017 retirado)
- Pierre Goudreault, desde el 8 de diciembre de 2017